# 西エルサレム
座標: 北緯31度46分55秒 東経35度13分10秒 / 北緯31.78194度 東経35.21944度

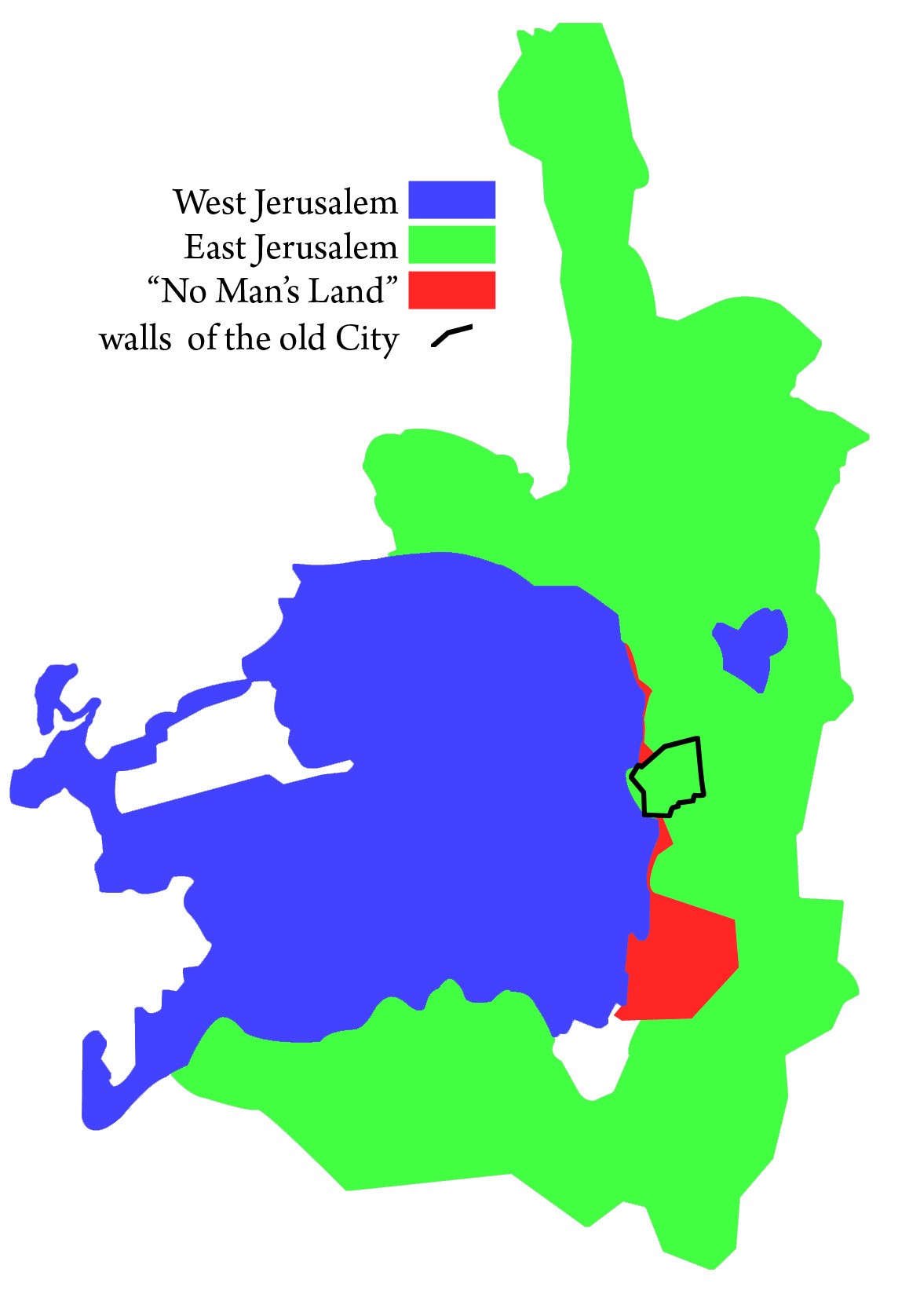
1948年から1967年までのエルサレム市街地の区分

西エルサレム（にしエルサレム）とは、エルサレムの市街地のうち、1948年の第一次中東戦争の後に定められた停戦ライン（グリーンライン）より西側の、イスラエルの支配下に残った地域のことである。停戦ラインより東側の東エルサレムは、ヨルダンの支配下に移った。1968年以降は東西ともイスラエルの実効支配下にあるが、西エルサレムに対するイスラエルの主権の主張は、東エルサレムに対するそれよりも広く受け入れられている。イギリスをはじめとする西側諸国は、事実上のイスラエルの権威を認めているが、法的な承認は保留している。 

## 歴史

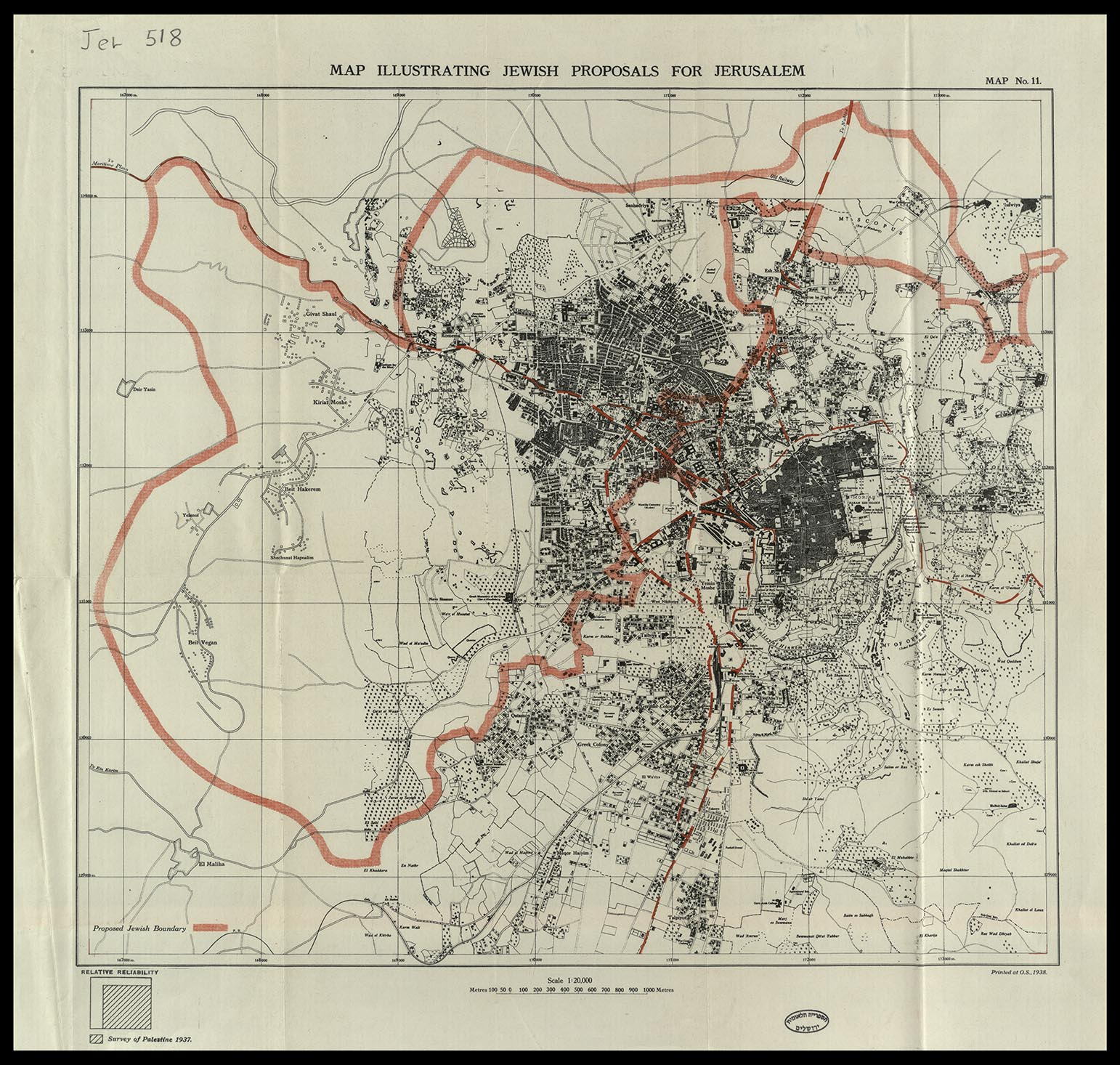
1938年のウッドヘッド委員会に提出されたエルサレム分割に関するユダヤ人の提案を示す地図

### 第一次中東戦争
1948年の第一次中東戦争より前、西エルサレムには約2万8千のアラブ人コミュニティが存在し、エルサレムで最も裕福な地域の一つであった。戦後、この地域のアラブ人地域に残っていた非ユダヤ人は約750人だけで、そのほとんどが「ギリシャ・コロニー」と呼ばれる地区に住むギリシャ人だった。戦後、エルサレムは2つに分割された。約3万人のアラブ人が逃亡・追放されたとされる西エルサレムはイスラエルの統治下に入った。東エルサレムはヨルダンの統治下に入り、主にパレスチナ人のイスラム教徒とキリスト教徒が住んでいた。ヨルダン軍は、東エルサレムの旧市街にあった約1,500人のユダヤ人コミュニティを追放した。エツィオーニ旅団のモリア大隊の司令官モシェ・サロモンは、アラブ人の中流階級が住むカタモン地区で起きた大規模な略奪行為について、次のように語った。

下士官も将校も皆、振り回された .... 全員が物欲にとらわれていた。全ての家をあさり、探し、ある者は農産物を、ある者は貴重品を見つけた。この貪欲さは私にも襲いかかり、私はほとんど自分を抑えることができなかった ....。富豪の家が探し当てられたときがどのような様子だったかは想像に難くない ....。私は間一髪で自分をコントロールし、欲望を抑えた ....。大隊長も副隊長も、みんなこの点では失敗している。
このような広範囲にわたる略奪の後、イスラエルの機関が集めたのは、主にアラビア語で書かれたイスラム法やクルアーンの解釈、ヨーロッパ文学の翻訳などの書籍約3万冊と、教会や学校が所蔵する数千冊の作品だった。また、カタモン、バカー、ムスララのパレスチナ人作家や学者の自宅からも多くの本が持ち出された。

### 1949年の分割

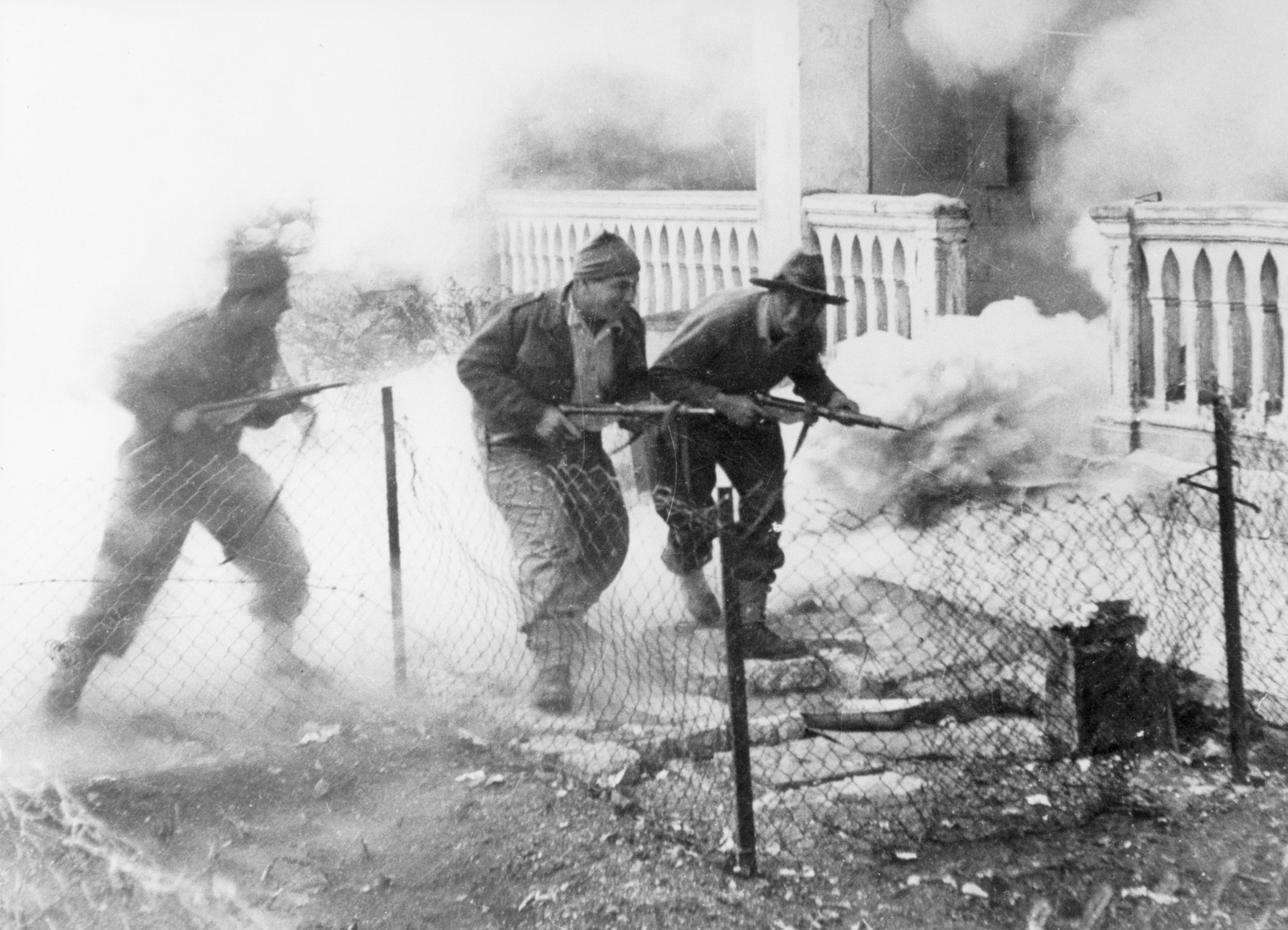
1948年4月、エルサレムのカタモンにある聖シメオン修道院でアラブ人の陣地を攻撃するパルマッハの兵士たち（後にその様子を再現したもの）

国連のパレスチナ分割計画では、エルサレムとその周辺を国際都市として「コーパス・セパラタム」（分離体）とすることを計画していた。
西エルサレムのカタモンやマルハなどに住んでいたアラブ人、東エルサレムの旧市街やシロアムなどに住んでいたユダヤ人は立ち退きを余儀なくされた。委任統治以前の西エルサレムでは、土地の約33%がパレスチナ人のものだった。この事実は、追い出されたパレスチナ人にとって、西エルサレムにおけるイスラエルの支配を受け入れることを困難にしていた。クネセト（イスラエル議会）は、このアラブ人の土地をイスラエルのユダヤ人組織に譲渡する法律を成立させた。
東エルサレムの中のヘブライ大学のあるスコーパス山は、東エルサレムがヨルダンの支配下にあった19年間を通してイスラエルの支配下にあり、西エルサレムの飛地となっていた。

### イスラエルの首都
1950年にイスラエルは西エルサレムを首都に定めた。
イスラエル政府は、雇用創出のために多額の投資を行い、新しい政府施設、新しい大学、大シナゴーグ、クネセト議事堂を西エルサレムに建設した。
アメリカ合衆国は、2017年12月6日にドナルド・トランプ大統領の決定の下でエルサレムをイスラエルの首都として承認することを発表した。2018年12月15日、オーストラリアは西エルサレムをイスラエルの首都として正式に承認した。

### 再統一
1967年6月の第三次中東戦争で、イスラエルは東エルサレムとヨルダン川西岸全域を占領した。国際社会は占領地のイスラエルの統治を認めず、イスラエルによる支配は不安定なままだった。
1980年、イスラエル議会が「統一エルサレムはイスラエルの不可分かつ永遠の首都である」と宣言するエルサレム基本法を制定したが、東エルサレムを恒久的併合をする意図があるとして国際社会は反発し、エルサレム基本法が国際法に違反する旨の国際連合安全保障理事会決議478が可決された。エルサレムの人口分布は、都市の歴史的な東西区分に沿ってほぼ分離されたままである。
エルサレムには、経済的にも政治的にもほぼ完全に分離された2つの中心が存在し、それぞれが独立した中央ビジネス地区と相互に作用しているとされており、従来の単心的な構造ではなく、二心的な構造を維持しているという分析が支持されている。